# Lorenzo Bernucci
Lorenzo Bernucci, född den 15 september 1979 i Sarzana, La Spezia, är en italiensk professionell tävlingscyklist. Bernucci bor i Quarrata med sin fru. 

## Karriär
Bernucci blev trea på U23-världsmästerskapens linjelopp 2000 efter Jevgenij Petrov och Jaroslav Popovytj.
Bernucci tävlade 2006–2007 för T-Mobile Team. Han har tidigare tävlat för Landbouwkrediet-Colnago, som han blev professionell med 2002, och började tävla med det italienska stallet Fassa Bortolo under säsongen 2005. Hans genombrott kom på etapp 6 på Tour de France 2005 när han vann etappen efter att flera cyklister vurpat innan mål.
T-Mobile Team sparkade Bernucci efter att han hade testats positivt för sibutramin, ett aptithämmande medel, som han ätit under fyra år. Sibutramin blev dopningsklassat 2006. T-Mobile Team tyckte att det var emot stallets etiska regler att ta sibutramin, trots att Bernucci inte kände till regeln om ämnet.
Italienaren kom tillbaka till cykelsporten efter dopningsavstängningen i september 2008 och hade då blivit kontrakterad av det italienska stallet Team Cinelli-OPD. och cyklade tre tävlingar med dem i september. Men efter säsongen 2008 valde Lorenzo Bernucci att fortsätta sin karriär i LPR Brakes, där han blev lagkamrat med landsmännen Danilo Di Luca och Alessandro Petacchi.
Lorenzo Bernucci slutade i februari 2009 tvåa på etapp 2 av Giro della Provincia di Grosseto bakom landsmannen Marco Frapporti.

## Meriter
2000
1:a, GP Liberazione, U23
1:a, Triptyque Ardennaise
1:a, etapp 2, Triptyque Ardennaise
3:a, Europamästerskapen, linjelopp, U23
3:a, Världsmästerskapen, linjelopp, U23
2001
1:a, GP Open Campania
1:a, Giro del Casentino
2:a, Firenze-Empoli
2:a, etapp 2, Thüringen-Rundfahrt, U23
3:a, Trofeo Banca Popolare Piva, U23
3:a, Paris-Roubaix Espoirs
2002
2:a, GP de Genève
2:a, etapp 2, Étoile de Bessèges
3:a, etapp 12, Giro d'Italia
3:a, Étoile de Bessèges
2004
2:a, Trofeo Laigueglia
2005
1:a, etapp 6, Tour de France
2:a, Tre Valli Varesine
2:a, etapp 7, Schweiz runt
3:a, Züri Metzgete
3:a, GP Fred Mengoni
4:a, Tour de Luxembourg
2006
2:a, Trofeo Calvia
2:a, Sachsen Tour
2007
3:a, etapp 2, Post Danmark Rundt
2009
2:a, etapp 2, Giro della Provincia di Grosseto

## Stall
- Landbouwkrediet-Colnago 2002–2004
- Fassa Bortolo 2005
- T-Mobile Team 2006–2007
- Team Cinelli-OPD 2008
- LPR Brakes 2009
- Lampre-N.G.C. 2010